# 曼徹斯特 (紐約州)
曼徹斯特（英語：Manchester）是一個位於美國紐約州安大略縣的鎮。

## 人口
根據2020年美國人口普查的數據，曼徹斯特的面積為98.03平方千米，當中陸地面積為97.95平方千米，而水域面積為0.08平方千米。當地共有人口9406人，而人口密度為每平方千米96人。